# Virgin Australia Airlines
Virgin Australia Airlines Pty. Ltd. (bis 2011 Virgin Blue Airlines) ist eine australische Fluggesellschaft mit Sitz in Brisbane und Basis auf dem Flughafen Brisbane. Sie ist nach Qantas Airways die zweitgrößte Fluggesellschaft Australiens und eine Tochtergesellschaft der Virgin Australia Holdings Ltd.

## Geschichte

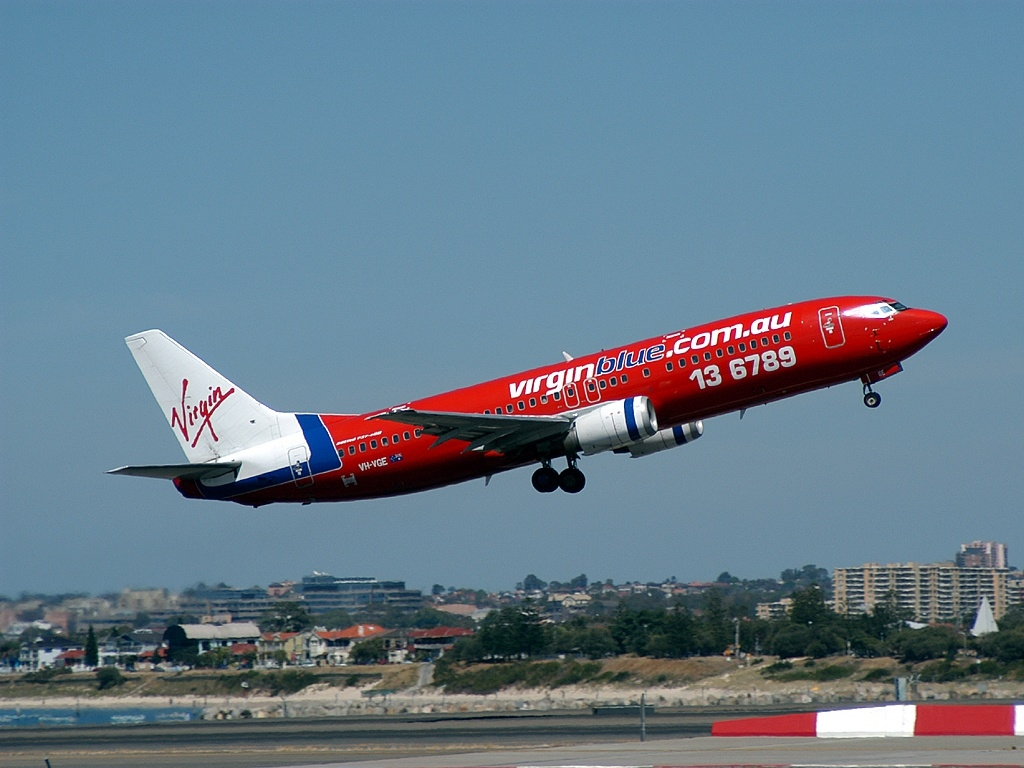
Boeing 737-400 der Virgin Blue im Jahr 2002

### Anfänge
Virgin Australia entstand um die Jahrtausendwende. Der Startschuss fiel im November 1999 mit der Ankündigung der Virgin Group, in Australien eine Billigfluggesellschaft aufzubauen. Nach der Ankündigung organisierte man für die Namensgebung eine öffentliche Ausschreibung, worauf die Gesellschaft nach eigenen Angaben etwa 3.200 Zuschriften mit Vorschlägen erhielt. Es gewann der Name Virgin Blue, der im Februar 2000 bekanntgegeben wurde.
Mit zwei von der belgischen Schwestergesellschaft Virgin Express stammenden Boeing 737-400 sollte der Flugbetrieb am 3. August 2000 mit Flügen von Brisbane nach Sydney starten. Wegen Problemen bei der Zulassung konnte Virgin Blue den angestrebten Termin nicht einhalten und kündigte deshalb am 21. Juli 2000 eine kleinere Verzögerung bei der Betriebsaufnahme an. Nachdem sie schließlich am 25. August 2000 das Betriebszertifikat erhalten hatte, konnte der Flugbetrieb am 31. August 2000, knapp einen Monat nach dem geplanten Termin, auf der Eröffnungsroute aufgenommen werden.
In der Anfangszeit verfolgte man das traditionelle Billigflugkonzept; denn bis dahin hatte sich in Australien keine Billigfluggesellschaft erfolgreich am Markt etablieren können.
Wie geplant ergänzte Virgin Blue die Flotte um weitere gebrauchte Boeing 737. Bereits kurz nach dem Start der Fluggesellschaft wurde auch die zweite Route von Brisbane nach Melbourne eröffnet, die anfangs drei, jedoch bereits im selben Jahr fünf Mal täglich bedient wurde. Ebenfalls 2000 wurde die Frequenz zwischen Sydney und Brisbane auf acht Mal täglich erhöht. Am 7. Dezember wurde mit Brisbane–Adelaide die dritte Verbindung in den Flugplan mit vorerst zwei Flügen am Tag aufgenommen.
Zum Ende des Jahres 2000 waren bereits insgesamt weit über 200.000 Passagiere mit Virgin Blue geflogen. Dabei hatte die Fluggesellschaft eine durchschnittliche Auslastung von 78 Prozent erreicht. Die Flotte bestand aus fünf Boeing 737-400. Zudem waren für die weitere Expansion zehn neue Boeing 737NG bestellt, die ab April 2001 zu der Flotte stießen.
Im Jahr 2001 wurde das Streckennetz weiter ausgebaut und auch Routen außerhalb des Flughafens Brisbane aufgenommen.
Im Mai wurde die erste bei Boeing direkt bestellte 737-700 in Dienst gestellt. Damit verbunden nahm Virgin Blue am 17. Mai die Strecke Melbourne–Adelaide ins Programm auf.
Virgin Blue erwirtschaftete für das abgelaufene Geschäftsjahr vom 31. August 2000 bis zum 31. März 2001 einen Betriebsgewinn von einer halben Million Australische Dollar. Die Gesamtbilanz fiel durch mit der Gründung verbundene Einmalaufwendungen dennoch ins Minus, sodass unterm Strich ein Verlust von 11 Millionen A$ verkraftet werden musste. Dennoch konnte die Gesellschaft sehr schnell in die Gewinnzone vordringen; so war der Monat Dezember 2000, nur vier Monate nach Betriebsaufnahme, bereits mit Gewinnen verbunden. Im Juni konnte Virgin Blue bereits den einmillionsten Passagier begrüßen. Im Juli gingen zwei neue Verbindungen zwischen Canberra und Brisbane sowie Sydney und Melbourne in Betrieb. Die Strecke von Melbourne nach Sydney ist die am meisten frequentierte Strecke in ganz Australien. Die neuseeländische Gesellschaft Air New Zealand zeigte Interesse an Virgin Blue und wollte diese für 250 Millionen Dollar  übernehmen. Das Angebot wurde am 4. September offiziell abgelehnt.

### Aufstieg durch Ende der Ansett Australia
Am 14. September stellte Ansett Australia wegen massiver finanzieller Probleme und aufgrund der Auswirkungen des 11. Septembers den Flugbetrieb ein. Ansett war zu diesem Zeitpunkt nach Qantas Airways die zweitgrößte australische Fluggesellschaft. Dadurch gab es nur noch wenige Inlandsflüge. Virgin Blue nutzte diese Chance, um ihr Streckennetz zu vergrößern und die freigewordenen Kapazitäten an den Flughäfen zu nutzen. Außerdem übernahm sie mehrere ehemalige Golden Wing Lounges aus der Konkursmasse von Ansett Australia. Virgin Blue änderte deren Namen in The Blue Room und betrieb sie fortan als kostenpflichtige Lounges mit einem Eintrittsgeld für 5 A$. Nach dem Ende von Ansett Australia bot Virgin Blue vergünstigte Tickets für ehemalige Ansett-Passagiere an. Zu diesem Zeitpunkt flog Virgin Blue insgesamt neun Strecken und bediente sieben Ziele. So wurde sie durch den Wegfall von Ansett Australia nach Qantas Airways zur zweitgrößten australischen Fluggesellschaft.
In diesem Halbjahr, das am 30. September 2001 endete, konnte Virgin Australia bereits einen Gewinn von 8,2 Millionen A$ erwirtschaften, womit sie mit inzwischen mehr als 1500 Angestellten in der Gewinnzone angekommen war. Mitte Oktober 2001 begrüßte Virgin Blue bereits den zweimillionsten Flugpassagier. Inzwischen beförderte sie pro Tag 10.000 Passagiere, das Flottenalter lag bei unter vier Jahren. Am 31. Oktober wurde das Ziel Mackay in Queensland ab Brisbane neu aufgenommen.
Zum 9. Dezember folgte neue Strecken ab Melbourne und ab Adelaide nach Perth, die ab dem 9. Dezember mit den ersten an Virgin Blue ausgelieferten Boeing 737-800 bedient wurden. 2001 folgten noch weitere Routen, nach Gold Coast, Canberra, Launceston, Brisbane und Cairns. Daneben wurde auf vielen bestehenden Routen die Frequenzen erhöht.
Nach und nach distanzierte man sich vom Billigflugmodell. Dazu gehörte auch die Einführung von Umsteigeverbindungen ab Februar 2002.

### Einstieg der Patrick Corporation
Bereits im November 2001 hatte Virgin Blue angekündigt, dass man einen Käufer für einen 49%igen Anteil an der Billigfluglinie suche. Zudem sollten weitere Teile des Unternehmens später an der Börse veräußert werden. Als erster Interessent wurde die Lang Corporation bekannt, die nur wenige Tage nach Bekanntgabe das Angebot unterbreitete, die Hälfte der Fluggesellschaft zu übernehmen, was später jedoch abgelehnt wurde.
Im März 2002 wurde bekanntgegeben, dass man sich die Hälfte der Beteiligung der Fluggesellschaft an die Patrick Corporation veräußern werde. Sie hatte für 49 % der Anteile einen Preis von 260 Millionen A$ geboten. Der Börsengang, bei dem weitere Anteile verkauft werden sollten, war für das vierte Quartal 2002 angesetzt; der Termin konnte jedoch nicht gehalten werden. Währenddessen wurde April 2002 der zehnmillionste Fluggast seit Aufnahme des Flugbetriebs begrüßt.
Auch in den Jahren 2002 und 2003 wuchs die Gesellschaft. Während die Flotte zum Zeitpunkt der Unterzeichnung der Einstiegserklärung durch Patrick Corporation aus insgesamt 16 Boeing 737 bestand, wuchs sie im Jahr 2002 um weitere sieben Boeing-Flugzeuge an. Dadurch man in allen Territorien Australiens insgesamt neun weitere Ziele aufnehmen und Frequenzen steigern. Im Januar 2003 bestellte man zehn Boeing 737-800 mit 40 Optionen auf alle Modelle der 737NG. Die zehn fest bestellten Flugzeuge wurden ab August 2003 ausgeliefert; die 40 Optionen stießen innerhalb des nächsten Jahrzehnts zur Flotte.

### Börsengang

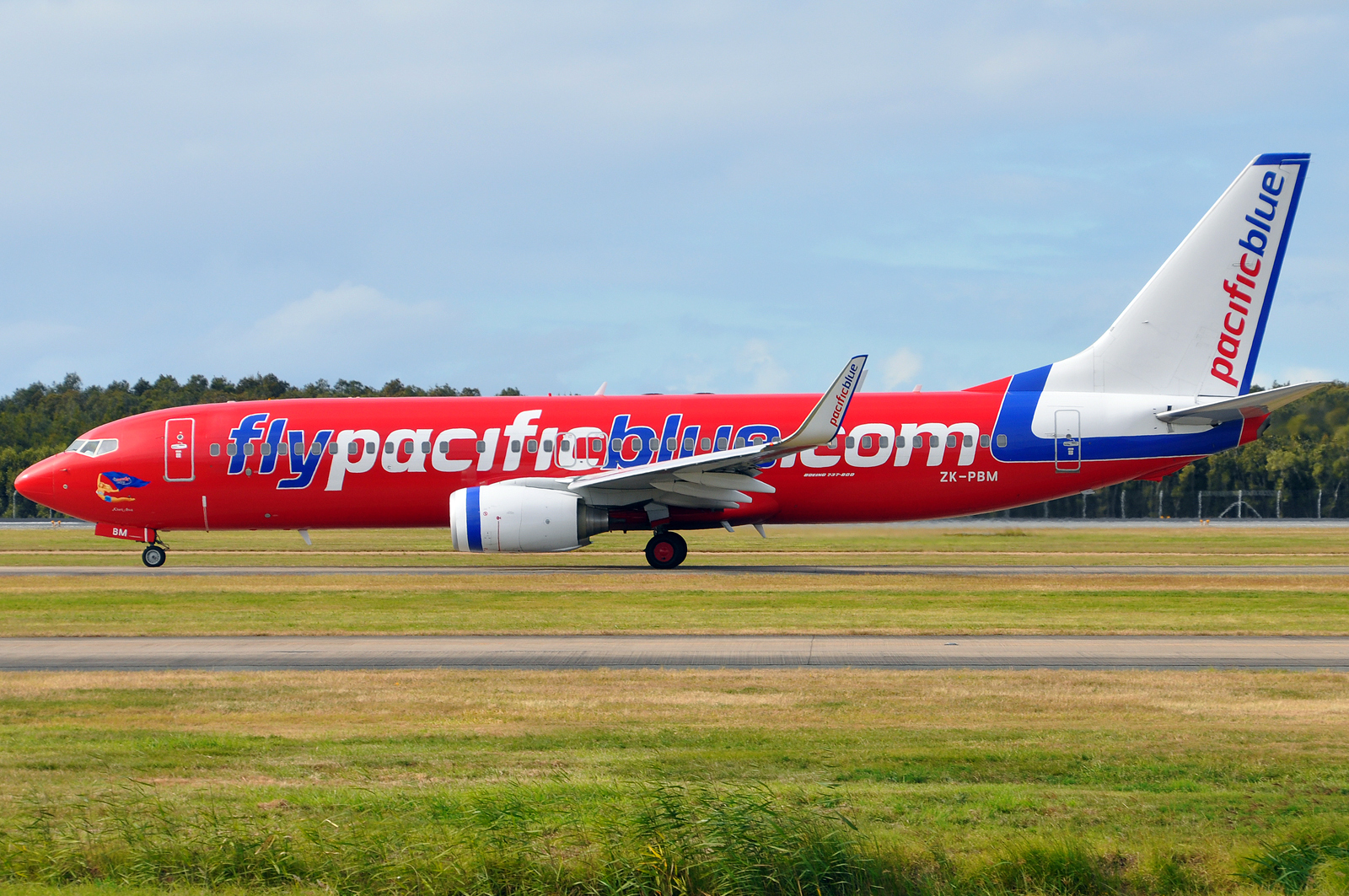
Boeing 737-800 der Pacific Blue

Im September 2003 einigten sich die britische Virgin Group sowie die australische Patrick Corporation auf den Börsengang von Virgin Blue. Am 8. Dezember 2003 ging Virgin Blue Holdings an die Börse, sie wird an der Australian Stock Exchange gelistet. Durch den Börsengang sank der Anteil der Virgin Group. Während sie vorhatte, den Anteil bei 29,1 zu halten, reduzierte sich ihr Anteil aufgrund des guten Marktpreises noch am 8. Dezember auf nur noch 25,1 Prozent. Die Patrick Group war zuvor bereits mit der Hälfte dabei, steigerte aber ihren Anteil und investierte weitere 137 Millionen Dollar in Aktien und wurde dadurch zum Mehrheitsaktionär. Weitere Firmenanteile wurden an verschiedene private Investoren abgesetzt. Nach Angaben von Virgin Blue hatten 94 Prozent des eigenen Personals, etwa 250 Institutionen und viele Tausend einzelne Investoren am 5. Dezember bereits für Aktien von Virgin Blue Interesse gezeigt. Zum Zeitpunkt des Börsengangs lag der Anteil von Virgin Blue im australischen Inlandsverkehr bereits bei 30 Prozent.
2004 stieg man in das internationale Fluggeschäft mit der 2003 gegründeten Tochtergesellschaft Pacific Blue ein. Sie sollte von ihren Drehkreuzen in Neuseeland Ziele in Australien anfliegen. Die Bemalung glich weitestgehend der von Virgin Blue. Das Fehlen des Virgin-Namens lag daran, dass Singapore Airlines einen Anteil von 49 % Prozent an Virgin Atlantic erworben hatte und sich dabei zusichern ließ, dass es keine weitere internationale Fluggesellschaft gäbe, die auf einen Virgin-Namen höre. Neben dem Neuseelandverkehr nahm Pacific Blue ab September 2004 Flüge zu den Pazifikinseln mit Boeing 737-800 auf.
Im April 2004 flog der 20-millionste Passagier mit Virgin Blue. Die Flotte umfasste mittlerweile 44 Flugzeuge, die 41 Strecken bedienten; etwa 3250 Angestellte arbeiteten für die Billigfluggesellschaft, die eine Pünktlichkeitsrate von 93 Prozent erreichte. Wegen der inzwischen sehr großen Flotte entschied sich Virgin Blue zum Bau eines eigenen Wartungszentrums in Brisbane. Der Spatenstich fand im Januar 2005 statt.
2005 entstand die dritte Fluggesellschaft unter dem Dach der Virgin Blue Holding: Polynesian Blue. Sie ist ein Joint Venture zwischen Virgin Blue Holdings und der Regierung von Samoa. Beide hielten an der Fluggesellschaft jeweils 49 %, die restlichen zwei Prozent befanden sich in der Hand einer unabhängigen juristischen Person auf Samoa. Das Projekt wurde im Juli 2005 bekanntgegeben.
Im November wurde zudem ein Vielfliegerprogramm mit dem Namen Velocity Frequent Flyer (ehemals Velocity Rewards) eingeführt. 2006 wurde die Bezahl-Lounge The Blue Room neu gestaltet. Der Preis für einen einzelnen Besuch hatte sich mittlerweile auf 30 A$ erhöht, es wurden aber weiterhin Jahreskarten angeboten.

### Wandlung zur Netzwerk-Fluggesellschaft

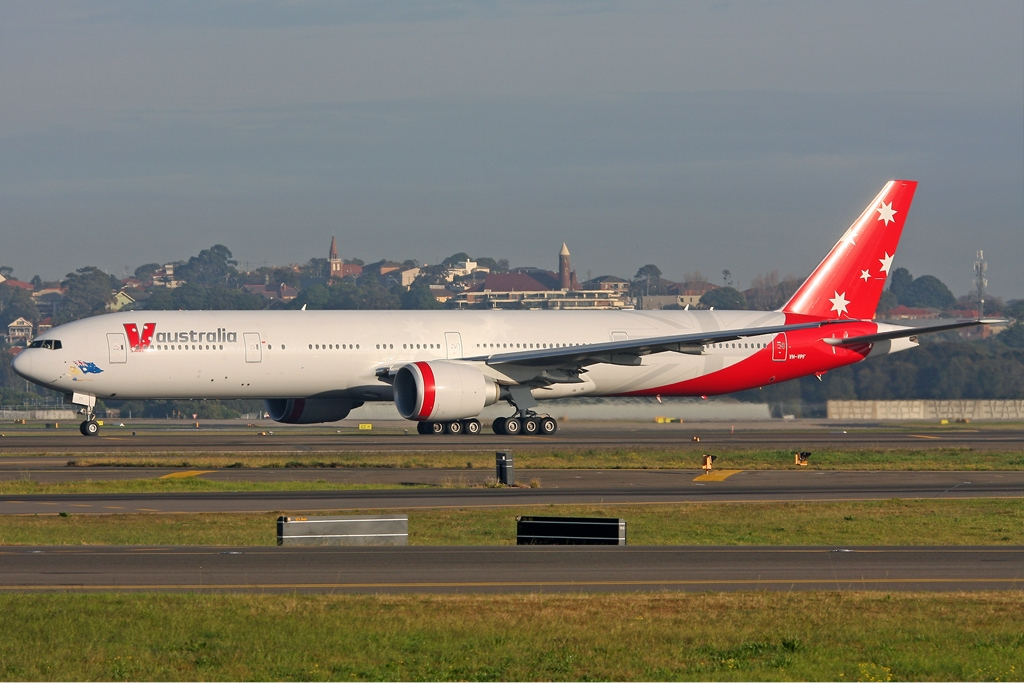
Boeing 777-300ER der V Australia

Anfang November 2006 bestellte Virgin Blue drei Embraer 170 und elf Embraer 190 mit Optionen auf sechs weitere Flugzeuge. Mit der Bestellung der E-Jets wurde erstmals ein anderer Flugzeugtyp als die Boeing 737 bestellt.
In der ersten Jahreshälfte 2007 führte Virgin Blue ein CO2-Kompensationsprogramm ein. Im September wurde der erste von Embraer 170 an Virgin Blue übergeben. Die erste Embraer 190 folgte Anfang 2008. Ende 2007 trat die australische Regionalfluglinie Skywest Airlines dem Vielfliegerprogramm Velocity Rewards bei.
Im Februar 2008 bestellte Virgin Blue weitere E-Jets, sodass sie inklusive der bereits drei gelieferten Embraer 170 nun insgesamt sechs Embraer 170 und 18 Embraer 190 hielt.
Anfang 2008 führte Virgin Blue die Premium-Economy-Klasse ein. Sie zeichnet sich neben den größeren Sitzen durch ein erweitertes Serviceangebot aus. Zudem beschloss man wegen der wachsenden Anzahl von E-Jets in der Flotte von Virgin Blue das eigene, bislang auf Boeing 737 beschränkte Trainingszentrum zu erweitern und kaufte zwei Simulatoren für Embraer E-Jets und Boeing 777.
Ende 2008 nahm die neu gegründete Tochtergesellschaft V Australia mit Boeing 777-300ER ihren Flugbetrieb vorrangig zu Zielen in den USA auf. Eine eigenständige Betriebsgenehmigung wurde aber erst am 17. Februar 2009 erteilt.
Aufgrund der anhaltenden Weltwirtschaftskrise musste Virgin Blue 2009 einige Flugzeuge stilllegen und die Kapazität auf dem australischen Inlandsmarkt reduzieren. Anfang 2010 zeichnete Virgin Blue mit Boeing eine Erklärung für den Kauf von bis zu 105 weiteren Boeing 737, wobei 50 fest bestellt wurden und für die restlichen Kaufoptionen ausgehandelt wurden. Die ersten Maschinen stießen Mitte 2011 zur Flotte. Die Flugzeuge sollten in erster Linie ältere Maschinen der gleichen Baureihe außer Dienst stellen, aber auch weiteres Wachstum erlauben.
Im Mai 2010 wurde John Borghetti zum neuen Chief Executive Officer von Virgin Blue ernannt. Er ersetzte damit Brett Gedfrey, der die Fluggesellschaft seit ihrer Gründung leitete und zuvor angekündigt hatte, aufzuhören. John Borghetti hatte zuvor den größten Konkurrenten von Virgin Blue, Qantas Airways, geleitet.
Ende 2010 übernahm Virgin Blue für zunächst drei Jahre die Sponsorschaft für den Fußballverein Gold Coast Suns. Anfang 2011 wurde dies mit einer Sonderbemalung an einer Boeing 737-800 gewürdigt.
Im Februar 2011 wurde bekanntgegeben, dass die sechs Embraer 170 der Flotte von Virgin Blue durch ATR 72-500 ersetzt werden. Insgesamt stießen in den darauffolgenden Jahren 18 Regionalflugzeuge zur Flotte, wobei die ersten die sechs Embraer 170 ersetzen und die folgenden für eine Expansion im Regionalmarkt genutzt wurden. Die ATR 72-500 werden jedoch nicht von Virgin Blue betrieben, sondern von Skywest Airlines. Zudem übernahm Air New Zealand im ersten Quartal 2011 für 145 Millionen australische Dollar 14,9 % der Anteile an der Gesellschaft.

### Neugründung alsVirgin Australia

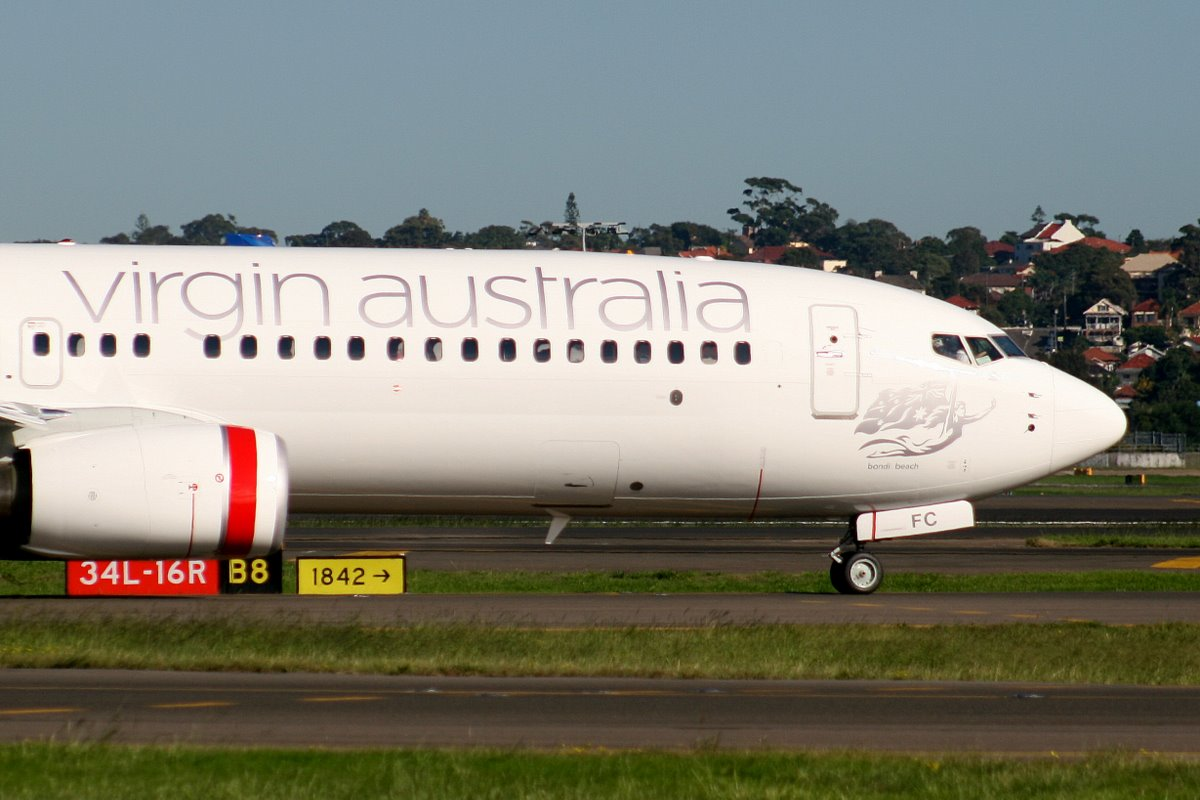
Boeing 737-800 der Virgin Australia am Tag nach der Umbenennung

Im Frühjahr 2011 fand bei Virgin Blue Holdings eine größere Umstrukturierung statt. Mit Einverständnis der Singapore Airlines fusionierte man Virgin Blue, Pacific Blue und V Australia zu Virgin Australia und führte eine neue Corporate Identity sowie eine Business-Klasse ein. Polynesian Blue, die nicht der Holding gehörte, wurde mit Rücksicht auf den Partner in Virgin Samoa umbenannt, erhielt jedoch ein angeglichenes Farbschema wie Virgin Australia.
Zum Start von Virgin Australia Anfang Mai wurde auch ein erster neuer Airbus A330-200 übernommen der zusammen mit den vor der Auslieferung stehenden Schwesterflugzeugen zwischen Ost- und Westaustralien pendelt. Der zweite Schritt fand am 7. Dezember statt, als Virgin Pacific und V Australia in Virgin Australia integriert wurden und als eigenständige Fluggesellschaften vom Markt verschwanden; unbeeinträchtigt bleiben jedoch die Betriebsgenehmigungen der beiden als Tochtergesellschaften, wobei V Australia nun offiziell den Namen Virgin Australia International trägt während Pacific Blue als Virgin Australia NZ auftritt. Gleichzeitig wurde auch Virgin Blue Holdings als Muttergesellschaft in Virgin Australia Holdings umbenannt.
Während der COVID-19-Pandemie meldete die Fluggesellschaft am 21. April 2020 Insolvenz an. Am 26. Juni 2020 wurde bekannt gegeben, dass Bain Capital Virgin Australia übernimmt. Bain Capital will die Fluglinie verkleinern. Die Virgin Group übernahm im Oktober 2020 wieder 5 % der Anteile des Unternehmens.

## Flugziele
Virgin Australia fliegt von ihren vier Drehkreuzen zahlreiche Ziele innerhalb Australiens an. International werden die Südseeinseln sowie Asien und Neuseeland angeflogen.
Codesharing
Virgin Australia unterhält Codeshare-Abkommen mit folgenden Fluggesellschaften:
- Air Canada
- All Nippon Airways
- Link Airways[89]
- Qatar Airways
- Singapore Airlines
- United Airlines

## Flotte

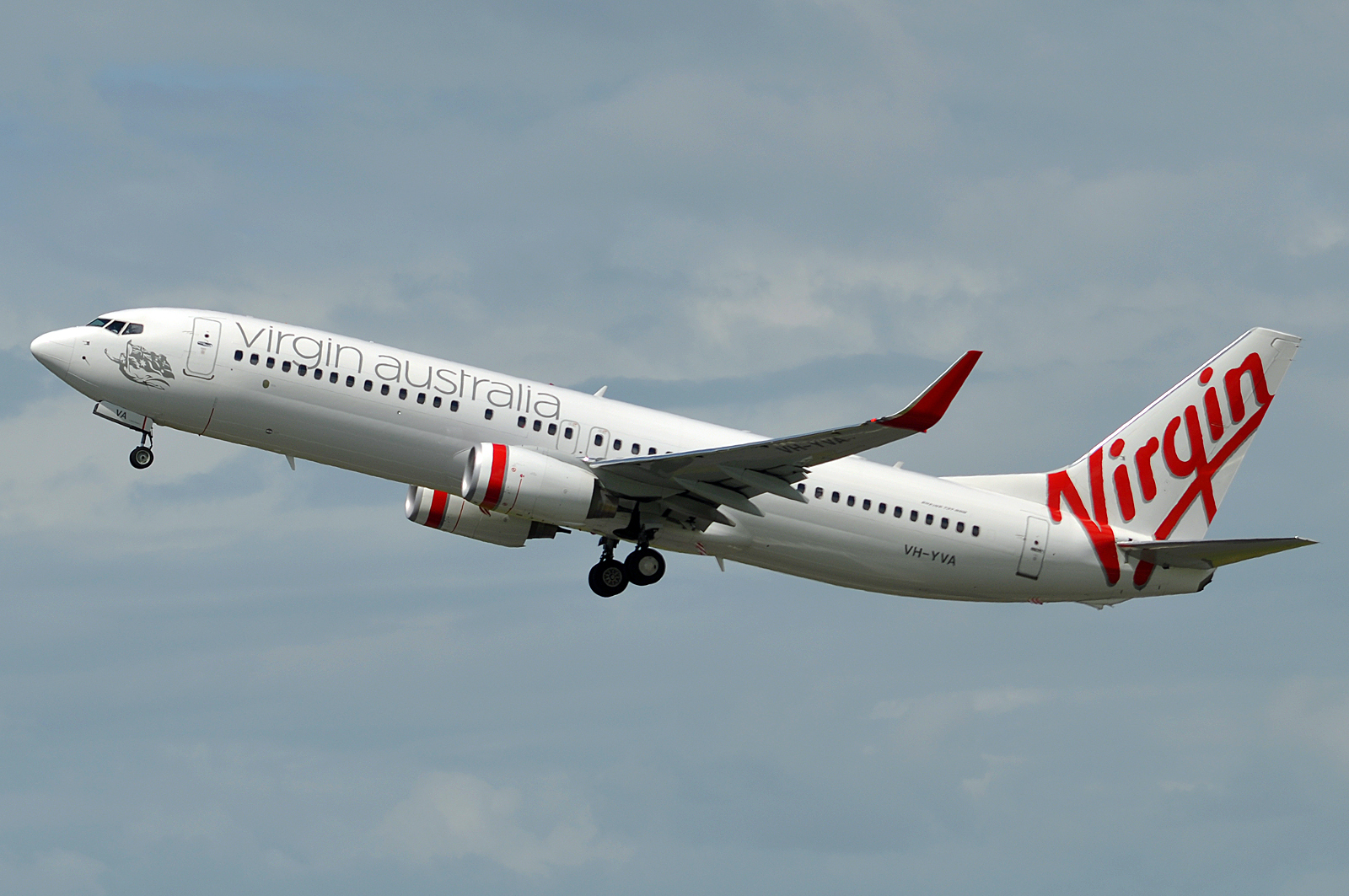
Boeing 737-800 der Virgin Australia

### Aktuelle Flotte
Mit Stand April 2025 besteht die Flotte der Virgin Australia aus 105 Flugzeugen mit einem Durchschnittsalter von 13,5 Jahren:
| Flugzeugtyp       | Anzahl | bestellt | Anmerkungen                                                                                | Sitzplätze (Business/Eco)           | Durchschnittsalter |
| ----------------- | ------ | -------- | ------------------------------------------------------------------------------------------ | ----------------------------------- | ------------------ |
| Airbus A320-200   | 05     |          | betrieben durch Virgin Australia Regional                                                  | 180 (-/180)                         | 18,1 Jahre         |
| Boeing 737-700    | 09     |          | mit Winglets ausgestattet                                                                  | 134 (8/126)                         | 15,2 Jahre         |
| Boeing 737-800    | 79     |          | mit Winglets ausgestattet; eine inaktiv                                                    | 182 (8/174) 176 (8/168) 170 (8/162) | 13,2 Jahre         |
| Boeing 737 MAX 8  | 08     | 12       |                                                                                            | 176 (8/168)                         | 01,2 Jahre         |
| Boeing 737 MAX 10 |        | 13       | Auslieferung frühestens 2026                                                               | – offen –                           |                    |
| Fokker 100        | 04     |          | drei betrieben durch Virgin Australia Regional, eine durch Alliance Airlines; zwei inaktiv | 100 (-/100)                         | 32,6 Jahre         |
| Gesamt            | 105    | 25       |                                                                                            |                                     | 13,5 Jahre         |

### Ehemalige Flotte
- ATR 72[94]
- Airbus A320-200
- Airbus A330-200
- Boeing 777-300ER
- Embraer 170
- Embraer 190

### Sonderbemalungen
Wie auch viele andere Fluggesellschaften lackiert Virgin Australia Flugzeuge mit Werbe- oder Sonderbemalungen. So sind in der Vergangenheit mehrere Maschinen vollständig mit einer Werbebemalung versehen worden. Neben diesen volllackierten Flugzeugen, die entweder Sponsorings von Virgin Australia, Promotion oder Werbung tragen, wurden zahlreiche Maschinen bei mit Promotion-Stickern beklebt.
| Flugzeugtyp    | Luftfahrzeugkennzeichen | Name                 | Dauer                    | Bild |
| -------------- | ----------------------- | -------------------- | ------------------------ | ---- |
| Boeing 737-700 | VH-VBY                  | „50th Aircraft“      | Juli 2005–Januar 2012    |      |
| Boeing 737-800 | VH-VOI                  | „Gilette M3 Power“   | Februar 2006–Mai 2006    |      |
| Boeing 737-800 | VH-VOJ                  | „Head to Queensland“ | März 2006–November 2006  |      |
| Boeing 737-800 | VH-VUV                  | „AFL“                | Januar 2011–unbekannt    |      |
| Boeing 737-800 | VH-VUZ                  | „Gold Coast Suns“    | Februar 2011–Januar 2012 |      |
| Embraer 190    | VH-ZPQ                  | „AFL“                | März 2011–Oktober 2011   |      |

## Statistik
In der folgenden Tabelle sind bis 2011 die Geschäftsdaten von Virgin Blue und anschließend die von Virgin Australia dargestellt:
| Geschäftsjahr | Fluggastaufkommen (in Millionen) | Umsatz (in Mio. A$) | Gewinn/Verlust (in Mio. A$) |
| ------------- | -------------------------------- | ------------------- | --------------------------- |
| 2014          | 20                               |                     |                             |
| 2013          | 19,3                             |                     |                             |
| 2012          | 19,4                             |                     |                             |
| 2011          | 18,6                             | 3.271,0             | 67,8                        |
| 2010          | 18,6                             | 2.981,8             | 21,3                        |
| 2009          | 18,2                             | 2.635,4             | 160,0                       |
| 2008          | 16,7                             | 2.334,8             | 97,7                        |
| 2007          | 15,3                             | 2.169,1             | 215,8                       |
| 20061         | 10,5                             | 1.392,5             |                             |
| 20051         | 19,7                             | 2.546,6             |                             |
| 2004          | 10,1                             | 1.362,3             |                             |
| 2003          | 6,6                              | 924,3               |                             |
| 2002          | 3,2                              | 390,9               |                             |

1 3 Monate des Geschäftsjahres 2006 wurden dem Geschäftsjahr 2005 zugerechnet, sodass das Jahr 2005 18 und das Jahr 2006 nur 9 Monate in der Statistik symbolisieren.